# DCCP
Datagram Congestion Control Protocol (DCCP) predstavlja transportni protokol u IP mrežnom modelu, koji služi za sigurnu uspostavu, prekidanje, kontrolu začepljivanja (Explicit Congestion Notification). Standard DCCP je objavljen u RFC 4340, 2006. godine.  